# Церковь Харью-Мадизе
Церковь Ха́рью-Ма́дизе, также церковь Святого Матфея в Харью-Мадизе (эст. Harju-Madise kirik, нем. Pastorat Matthias) — приходская церковь на севере Эстонии в деревне Мадизе волости Ляэне-Харью уезда Харьюмаа.

## История

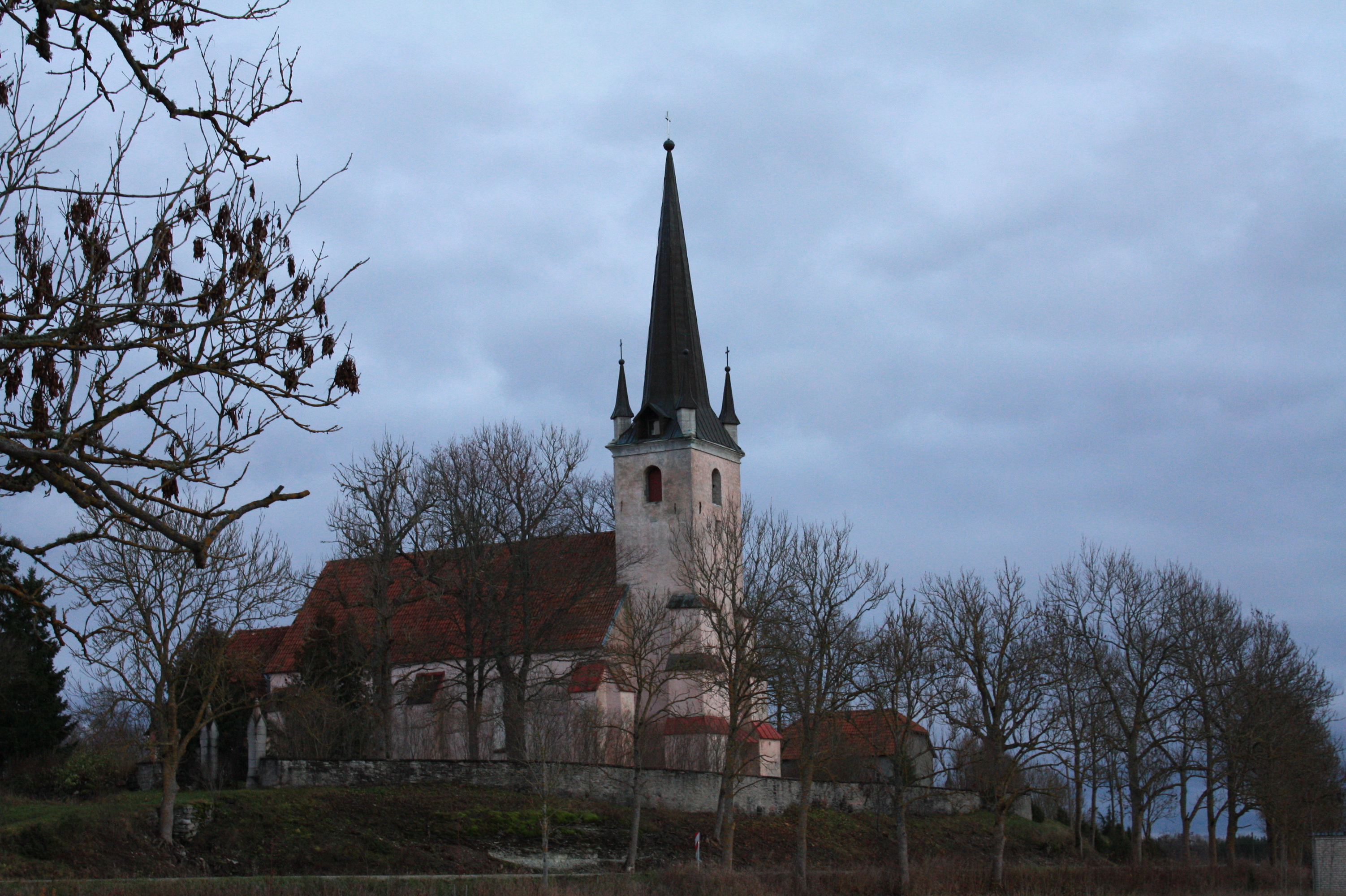
Церковь Харью-Мадизе осенью 2010 года

Церковь стоит на откосе прибрежного глинта, в 500 метрах от берега Балтийского моря. Время её постройки относится в XV—XVIII векам. Согласно легенде, церковь была построена капитаном по имени Маттиас (Матфей), которому удалось уцелеть в кораблекрушении.
Нынешнее здание церкви было построено в 1773 году на месте старой церкви-часовни.
Церковь являлась центром прихода Харью-Мадизе.
Башня церкви используется также как маяк, который служит верхним указателем вместе с другим маяком Мадизе.
Во дворе церкви находится памятный камень известного просветителя Бенгта Готфрида Форселиуса (Bengt Gottfried Forselius), сына Йохана Хагинуса Форселиуса (Johann Haquinus Forselius) пастора церкви.
Алтарь был изготовлен в 1784 году, а на верхушке кафедры находится солнечный диск, который напоминает штурвал корабля.
В 1997 году церковь была внесена в Государственный регистр памятников культуры Эстонии. При инспектировании 20.06.2019 её состояние оценивалось как плохое.